# Lammi

Wappen von Lammi

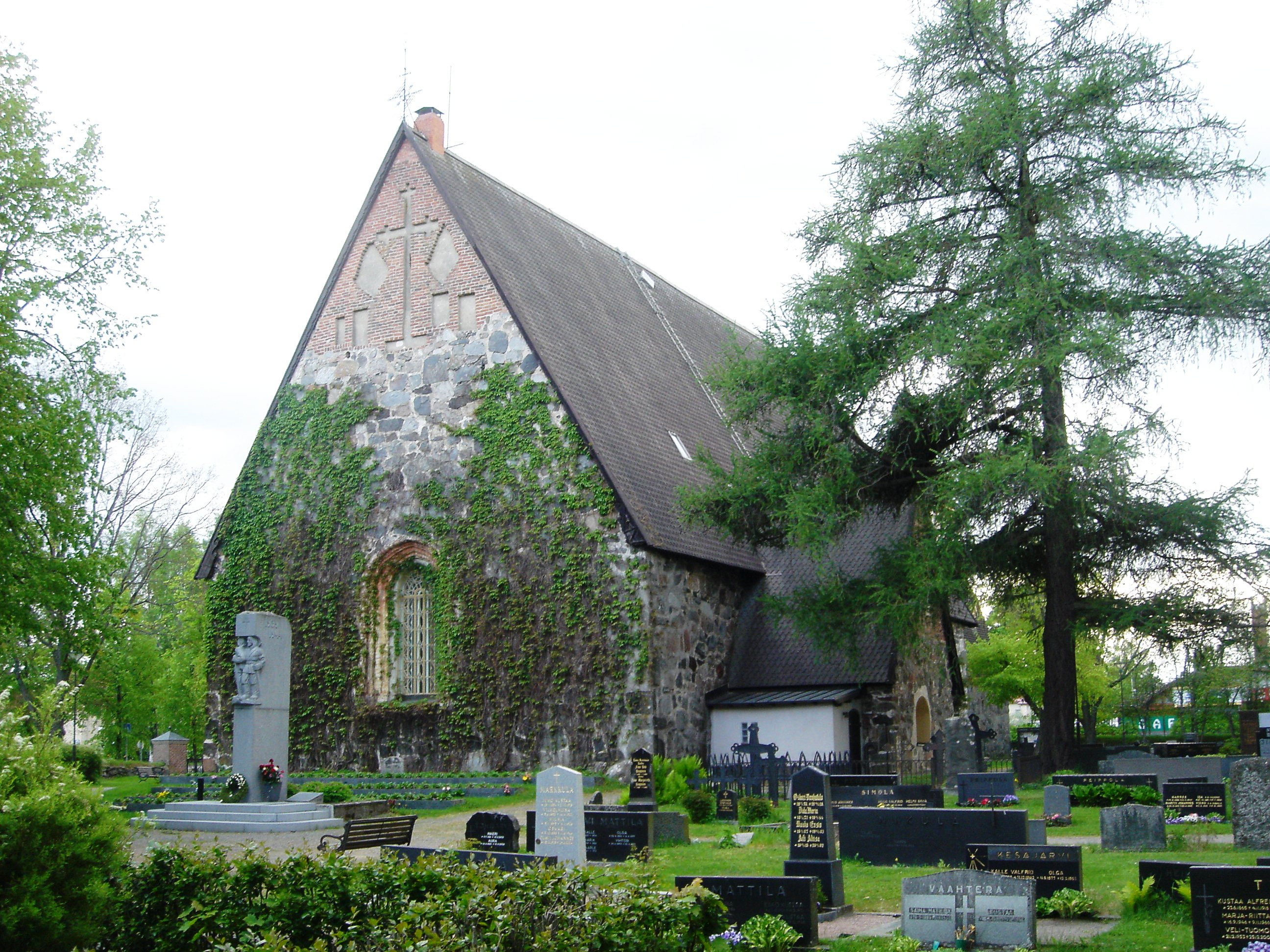
Die mittelalterliche Feldsteinkirche von Lammi

Lammi [ˈlɑmːi] (schwedisch Lampis) ist eine ehemalige Gemeinde in der südfinnischen Landschaft Kanta-Häme. Zum Jahresbeginn 2009 wurde sie zusammen mit den Gemeinden Hauho, Kalvola, Renko und Tuulos in die Stadt Hämeenlinna eingemeindet. Die Gemeinde hatte eine Fläche von 611,32 km² (davon 73,69 km² Binnengewässer). Die Einwohnerzahl betrug zuletzt 5.530.
Die erste urkundliche Erwähnung des Kirchspiels Lammi stammt aus dem Jahr 1374. Die mittelalterliche Feldsteinkirche des Ortes entstand Anfang des 16. Jahrhunderts. Die Herstellung von Sahti, einer Art finnischem Hausbier, hat in Lammi Tradition, sodass der Ort bisweilen auch als „Sahti-Gemeinde“ tituliert wird.

## Geografie
Lammi liegt in der Landschaft Kanta-Häme auf halber Strecke zwischen den Städten Hämeenlinna (37 km westlich) und Lahti (40 km östlich). Die Entfernung zur Hauptstadt Helsinki beträgt 120 km. Außer dem gleichnamigen Gemeindezentrum gehörten zur Gemeinde Lammi die Dörfer Arrankorpi, Hauhiala, Hietonen, Iso-Evo, Jahkola, Kataloinen, Kostila, Kuurikka, Kättärlä, Lampelto, Lieso, Montola, Mulkoila, Niipala, Oinen, Onnenvuori, Paakkola, Pakkasela, Palonen, Parikkala, Perinkää, Pienistö, Porraskoski, Rantonen, Riikonen, Ronni, Sankola, Syrjäntausta, Takaperä, Tanttila, Tommala, Vilkkilä, Vähä-Evo, Ylänne und Ylännäinen.

## Wappen
Wappenbeschreibung: In Rot über einem silbernen Dreiberg ein mit Gold bebutztes silbernes Fünfblatt.

## Söhne und Töchter
- Jorma Karvonen (* 1949), Orientierungs- und Ski-Orientierungsläufer
- Heli Rantanen (* 1970), Speerwerferin und Olympiasiegerin 1996